# Joloniel
Joloniel är en ort i Mexiko.   Den ligger i kommunen Tumbalá och delstaten Chiapas, i den sydöstra delen av landet, 800 km öster om huvudstaden Mexico City. Joloniel ligger 565 meter över havet och antalet invånare är 610.
Terrängen runt Joloniel är kuperad österut, men västerut är den bergig. Runt Joloniel är det ganska tätbefolkat, med 60 invånare per kvadratkilometer. Närmaste större samhälle är El Limar, 11,0 km nordväst om Joloniel. Trakten runt Joloniel består till största delen av jordbruksmark.